# Dasyatis thetidis
Dasyatis thetidis es una especie de pez de la familia Dasyatidae en el orden de los Rajiformes.

## Morfología
• Los machos pueden llegar alcanzar los 400 cm de longitud total y 214 kg de peso.

## Reproducción
Es ovíparo.

## Alimentación
Come cangrejos,Stomatopoda , bivalvos y poliquetos.

## Hábitat
Es un pez de mar y de clima subtropical (10°S-50°S)  y demersal que vive entre 0-440 m de profundidad

## Distribución geográfica
Se encuentra en Mozambique, sur de Australia y Nueva Zelanda Sudáfrica, y Reunión.